# Cours-la-Ville
Cours-la-Ville är en kommun i departementet Rhône i regionen Auvergne-Rhône-Alpes i östra Frankrike. Kommunen ligger i kantonen Thizy som tillhör arrondissementet Villefranche-sur-Saône. År 2018 hade Cours-la-Ville 3 617 invånare.

## Befolkningsutveckling
Antalet invånare i kommunen Cours-la-Ville
| Referens: INSEE |